# Castelmaggiore (Calci)
Castelmaggiore è una frazione del comune italiano di Calci, nella provincia di Pisa, in Toscana.

## Geografia fisica
Castelmaggiore è situata lungo la strada provinciale 56 del Monte Serra che dal capoluogo comunale di Calci sale verso la vetta della montagna. Il paese è attraversato dal torrente Zambra di Calci (5 km) nel punto in cui vi si immettono i due corsi d'acqua minori del botro del Lato (2 km) e il botro di Riseccoli (1 km). Inoltre, Castelmaggiore è compreso all'interno dell'area urbana che unisce le varie frazioni al centro principale del comune, confinando a nord con Tre Colli e a sud con Pontegrande-Sant'Andrea.
La frazione dista poco meno di 2 km dal capoluogo comunale e circa 13 km da Pisa.

## Storia
Il castello di Calci, antica sede comunale, sorgeva in posizione dominante sulla piana dell'Arno e possedeva una parrocchia intitolata a San Michele che apparteneva nel VIII secolo ai fondatori dell'abbazia di San Savino. Qui sorgeva una residenza arcivescovile, nota come "villa dell'arcivescovo", documentata in un documento del 12 ottobre 1120, mentre è indicato per la prima volta con il nome di "castello" in una pergamena degli Olivetani di Pisa redatta il 30 ottobre 1222. In uno strumento dell'archivio arcivescovile di Pisa scritto il 28 gennaio 1229 si legge la presenza di un'altra chiesa presso il "castro maggiore" di Calci intitolata a San Nicola, oggi non più rintracciabile.
Nel corso del medioevo, il territorio di Calci subì varie devastazioni ed occupazioni: nel 1287 da parte dei Pisani, che distrussero vari fortilizi tranne però il castello dell'arcivescovo di Castelmaggiore; nel 1369 dai soldati di Carlo IV; da Niccolò Piccinino nel 1431; dai Napoletani nel 1479. Passato sotto il dominio fiorentino, Castelmaggiore rimase capoluogo comunale per il periodo del Granducato di Toscana. Nel 1833 la frazione contava circa 1 000 abitanti.
Nell'Italia post-unitaria, tuttavia, con il crescente sviluppo urbano della valle di Calci e l'incremento demografico delle frazioni in pianura, la sede del municipio fu trasferita da Castelmaggiore alla frazione La Pieve.

## Monumenti e luoghi d'interesse

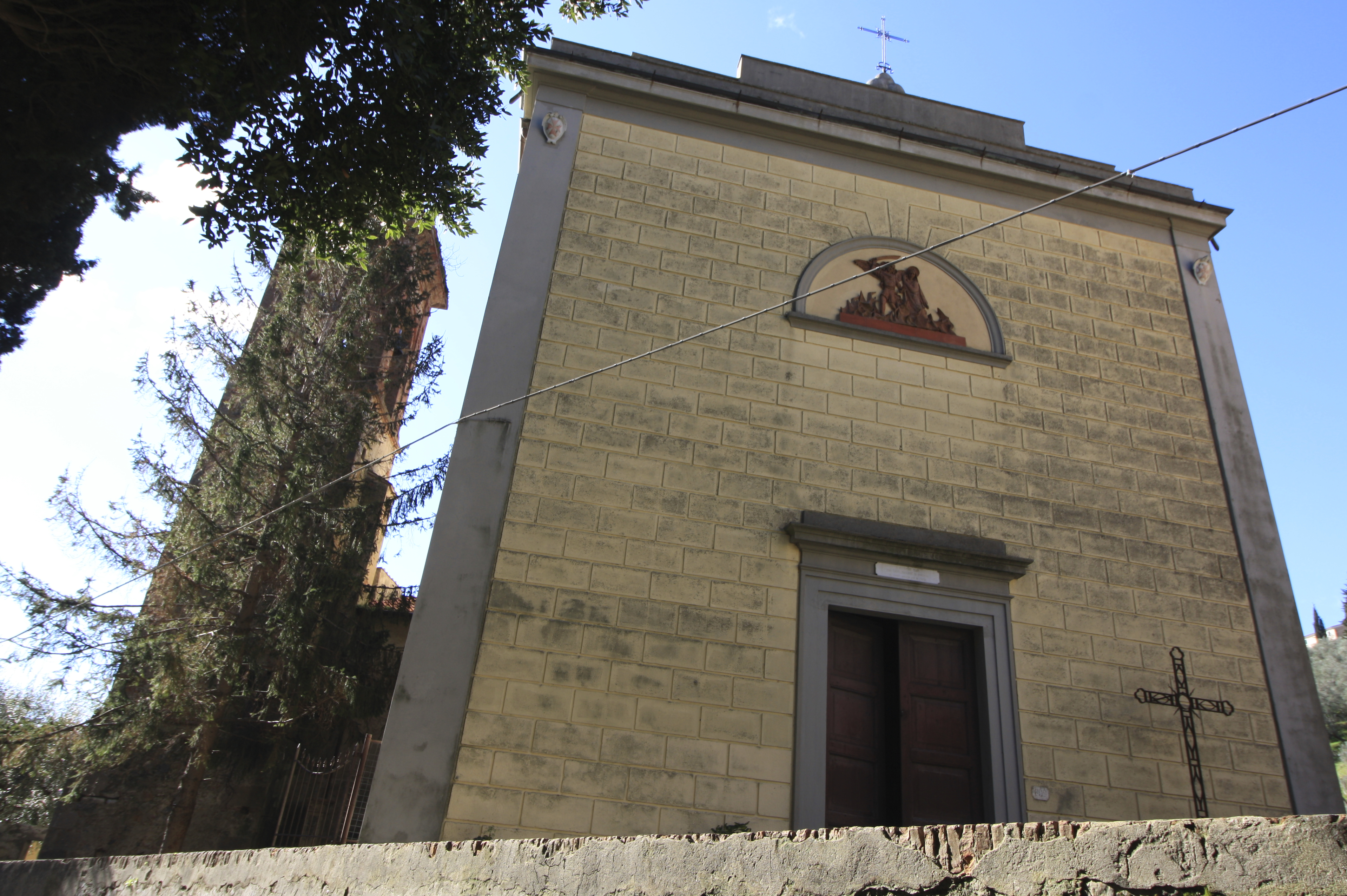
La chiesa di San Michele Arcangelo

- Chiesa di San Michele Arcangelo, chiesa parrocchiale della frazione, risale al periodo alto-medievale,[6] in quanto è ricordata in un registro del VIII secolo dell'abbazia di San Savino.[8] Il 18 gennaio 1137 l'abate Martino la cedette all'arcivescovo di Pisa Uberto.[8] Nel 1562 passò all'Ordine dei Cavalieri di Santo Stefano.